# Château de Corcelles-les-Arts
Le château de Corcelles est un château médiéval situé  dans le bocage du Morvan à Corcelles-les-Arts (Côte-d'Or) en Bourgogne-Franche-Comté .

## Localisation
Le château est situé dans la partie est du village.

## Historique
En 1474, Hérard d'Aransanter, seigneur de Courcelles-les-Arces, le tient de "franc alleu en toute justice haute, moyenne et basse". Le domaine passe ensuite à plusieurs familles, telles les Grancey et les Malain, aboutissant au XVIe siècle à un émiettement que le chapitre de Notre-Dame de Beaune s’efforce de réunifier. Jean Baptiste Bernardon y parvient en 1618 mais meurt sans héritier direct et les partages recommencent jusqu'en 1767 où Claude Berbis en devient seul seigneur. En 1794 son fils doit détruire créneaux, meurtrière, canonnières et combler les fossés pour se conformer à la loi du 13 pluviôse. Corcelles reste dans la famille jusqu'au XIXe siècle[réf. souhaitée].

## Architecture
Le château qui a conservé l'essentiel des caractéristiques des XIIIe et XVe siècles est un petit bâtiment gothique formé par quatre corps autour d'une cour précédée au sud d'une vaste basse-cour. Le château s'ouvre dans l'angle nord-est de la basse-cour par une tour-porche percée d'une porte charretière avec porte piétonne à droite, toutes deux surmontées des rainures des flèches d'un pont-levis dont subsistent les vestiges sur l'actuel pont dormant à deux arches[réf. souhaitée].
La plate-forme est occupée par deux bâtiments majeurs : à l'est elle est fermée par un corps de logis à deux étages sous toit à deux pans, ouvert de baies rectangulaires et son angle nord-ouest est occupé par une tour carrée à trois étages, couverte d'un toit en pavillon et percée de baies modernes. Contre sa façade est s'élève une tourelle d'escalier hexagonale hors-œuvre. Entre les deux des bâtiments étroits à un étage sous toit à deux pans ferment la cour. L'angle sud-ouest est garni d'une tourelle ronde à fenêtres de tir, l'angle sud-est d'une tourelle en brique à deux niveaux percée de deux archères par étage[réf. souhaitée].
L'ensemble est entouré d'un fossé partiellement en eau. À l'ouest se dresse un pigeonnier circulaire. La basse-cour, accessible au sud par une porte charretière avec porte piétonne, est fermée par de grands bâtiments d'enceinte interrompus dans l'angle nord-est. Ses deux angles occidentaux sont garnis de tourelles carrées à un étage avec toit en pavillon. Une piscine a remplacé les jardins à la française[réf. souhaitée].
Les façades et les toitures du château, des communs et du colombier sont inscrits aux monuments historiques par arrêté du 4 février 1976.